# Up All Night (East 17)
Up All Night è il terzo album della boy band inglese East 17 uscito nel 1995.

## Tracce
1. Innocent Erotic
2. Thunder
3. I Remember
4. Do U Still
5. Gotta Keep On
6. Ghetto
7. It's All Over
8. Someone To Love
9. Right Here With You
10. Free Your Mind
11. Don't You Feel So Good
12. Best Days
13. Looking For